# TMEM119
TMEM119 (англ. Transmembrane protein 119) – білок, який кодується однойменним геном, розташованим у людей на 12-й хромосомі. Довжина поліпептидного ланцюга білка становить 283 амінокислот, а молекулярна маса — 29 203.
| 10         |  | 20         |  | 30         |  | 40         |  | 50         |
| ---------- |  | ---------- |  | ---------- |  | ---------- |  | ---------- |
| MVSAAAPSLL |  | ILLLLLLGSV |  | PATDARSVPL |  | KATFLEDVAG |  | SGEAEGSSAS |
| SPSLPPPWTP |  | ALSPTSMGPQ |  | PITLGGPSPP |  | TNFLDGIVDF |  | FRQYVMLIAV |
| VGSLAFLLMF |  | IVCAAVITRQ |  | KQKASAYYPS |  | SFPKKKYVDQ |  | SDRAGGPRAF |
| SEVPDRAPDS |  | RPEEALDSSR |  | QLQADILAAT |  | QNLKSPTRAA |  | LGGGDGARMV |
| EGRGAEEEEK |  | GSQEGDQEVQ |  | GHGVPVETPE |  | AQEEPCSGVL |  | EGAVVAGEGQ |
| GELEGSLLLA |  | QEAQGPVGPP |  | ESPCACSSVH |  | PSV        |  |            |

A: Аланін

C: Цистеїн

D: Аспарагінова кислота

E: Глутамінова кислота

F: Фенілаланін

G: Гліцин

H: Гістидин

I: Ізолейцин

K: Лізин

L: Лейцин

M: Метіонін

N: Аспарагін

P: Пролін

Q: Глутамін

R: Аргінін

S: Серин

T: Треонін

V: Валін

W: Триптофан

Кодований геном білок за функцією належить до фосфопротеїнів. 
Задіяний у таких біологічних процесах, як остеогенез, диференціація клітин, сперматогенез. 
Локалізований у клітинній мембрані, цитоплазмі, мембрані, ендоплазматичному ретикулумі.